# Euploea ecbatana
Euploea ecbatana är en fjärilsart som beskrevs av Hans Fruhstorfer 1910. Euploea ecbatana ingår i släktet Euploea och familjen praktfjärilar. Inga underarter finns listade i Catalogue of Life.